# Lamoral I di Ligne
Lamoral, I principe di Ligne (Castello di Belœil, 19 luglio 1563 – Bruxelles, 6 febbraio 1624), è stato un diplomatico belga.

## Biografia

### Infanzia
Lamoral era figlio di Philippe, conte di Ligne, e di sua moglie, Marguerite de Lalaing, figlia di Philip, conte di Hoogstraten.

### Carriera diplomatica
Lamoral era capitano di 50 uomini d'armi e gentiluomo della camera da letto dell'arciduca nel 1596. Fu nominato l'anno successivo al governo de l'Artois, che ha difeso contro il re Enrico IV di Francia.
Nel 1601 egli ricevette dall'imperatore Rodolfo II il titolo ereditario di Principe di Ligne. Divenne un membro del Consiglio di Stato degli Arciduchi Alberto e Isabella.
Come diplomatico, il primo Principe di Ligne fu coinvolto in molti degli eventi storici dell'epoca. Rappresentò l'arciduca Alberto d'Austria e l'infanta Isabella Clara Eugenia di Spagna alla corte francese di Enrico IV, in Spagna e nuovamente a Parigi, per congratularsi con il re Luigi XIII di Francia per il suo matrimonio con la figlia di Filippo III di Spagna. Durante questa missione, discusse diverse questioni con i leader politici francesi.
Nel 1610 fu nominato statolder della Contea d'Artois.
Nel 1621 il principe Lamoral I fu creato grande di Spagna da re Filippo IV di Spagna per i suoi servigi resi alla Corona. Fu anche creato cavaliere dell'Ordine del Toson d'oro.

### Matrimonio
Nel 1584 Lamoral sposò Anne-Marie de Melun (morta nel 1634), marchesa di Roubaix, figlia di Hugues II de Melun (1520–1553). Ebbero cinque figli.

### Morte
Il principe Lamoral morì il 6 febbraio 1624 a Bruxelles e fu sepolto a Belœil.

## Discendenza
Lamoral de Ligne e Anne-Marie de Melun ebbero cinque figli: 
1. Yolande (1585–1611), sposò Charles Alexandre de Croÿ, marchese d’Havré, ebbero una figlia;
2. Florent (1588–1622);
3. Anna (1590–1651), sposò Felipe Folch de Cardona, ebbero una figlia.
4. Lambertina (1593–1609), sposò in prime nozze Philibert de La Baume, ebbero una figlia, e in seconde nozze Jean Baptiste de La Baume, non ebbero figli;
5. Ernestina Iolanda (1594–1668), sposò Giovanni VIII, conte di Nassau-Siegen, ebbero sei figli.